# Kościół św. Andrzeja Apostoła w Kędzierzynie
Kościół parafialny pod wezwaniem św. Andrzeja Apostoła w Kędzierzynie w gminie Niechanowo, powiecie gnieźnienskim, w województwie wielkopolskim.
Obecnie istniejący kościół został wybudowany w 1840 roku, jest on siedzibą parafii należącej do dekanatu witkowskiego w archidiecezji gnieźnieńskiej. 

## Historia kościoła
W źródłach pisanych, najstarsza wzmianka o świątyni w tej miejscowości pochodzi z roku 1321, kiedy to arcybiskup gnieźnieński Janisław erygował w Kędzierzynie parafię, nadając jej za patrona św. Andrzeja Apostoła. Sama miejscowość wzmiankowana jest już w 7 lipca 1136 roku, w bulii „Ex commisso nobis a Deo” (bulli gnieźnieńskiej) papieża Innocentego II. W dokumencie tym potwierdzone zostały prawa metropolitarne Gniezna oraz jej stan posiadania. Wśród wymienionych tam nazw topograficznych znalazł się również Kędzierzyn - Condrea. Pierwszym znanym proboszczem w Kędzierzynie był ksiądz kurator Kędzierzyna Jakób (to nazwisko)
W roku 1719 Stanisław Szembek, arcybiskup gnieźnieński ufundował dla Kędzierzyna nowy drewniany kościół. Został on wzniesiony w miejscu starej drewnianej świątyni, która spłonęła na początku XVIII wieku. W niespełna sto lat później kościół ten popada w ruinę. W latach trzydziestych XIX wieku, tę w dużym stopniu zniszczoną budowlę ostatecznie rozebrano. Uzyskane w ten sposób drewno spożytkowano częściowo jako materiał budowlany pod tymczasową kaplicę. Pozostałą część sprzedano zasilając w ten sposób fundusz budowy nowego kościoła.
W roku 1838 rozpoczęto budowę nowego kościoła a w roku 1840 przy udziale parafian, ukończono budowę nowej, tym razem murowanej świątyni, a arcybiskup Marcin Dunin w tym samym roku dokonał jej konsekracji. Nieomal w tym samym czasie wyznaczono teren pod nowy cmentarz grzebalny. Zastąpił on stary, już nieużywany cmentarz zlokalizowany przy kościele.

## Zmiany w podziale parafii
Terytorium parafii w omawianym czasie było stosunkowo rozległe i obejmowało tylko tereny wiejskie. W roku 1888 do parafii kędzierzyńskiej należały następujące wsie i osady: Braunsfeld, Charlottenhof, Folwark, Jelonek, Kalina, Kędzierzyn, Młynek, Piaski, Szczytniki, Szczytniki Huby, Trzuskołoń, Wierzbiczany, Wola Skorzęcka, Zdroje, Żelazkowo. O rozległości parafii świadczą odległości pomiędzy wioskami granicznymi, wchodzącymi w okręg parafialny czyli np. Kalinę i Żelazkowo. Kalina położona jest 9 km na północny wschód od Kędzierzyna, pomiędzy jeziorami Wierzbiczańskim i Jankowskim, przy drodze do Trzemeszna. Żelazkowo natomiast usytuowane jest w pobliżu Niechanowa, ok. 2,5 km na południowy zachód od Kędzierzyna, przy drodze Gniezno - Witkowo. Tak więc odległość pomiędzy obu wioskami wynosi blisko 13 km. Jak wynika z danych statystycznych w roku 1887 parafię zamieszkiwało 2048 osób tylko narodowości polskiej. Populacja ludności zamieszkująca poszczególne wsie i osady parafii kędzierzyńskiej w omawianym okresie przedstawia się następująco:
| Kędzierzyn   | 42  | 232  |
| Szczytniki   | 51  | 294  |
| Żelazkowo    | 42  | 126  |
| Wierzbiczany | 38  | 221  |
| Lubochnia    | 29  | 167  |
| Trzuskołoń   | 72  | 395  |
| Folwark      | 24  | 157  |
| Szałatkowo   | 8   | 44   |
| Jelonek      | 3   | -    |
| Piaski       | 11  | 61   |
| Braunsfeld   | 5   | 57   |
| Kujawki      | 4   | 30   |
| Wola         | 21  | 258  |
| razem        | 350 | 2048 |

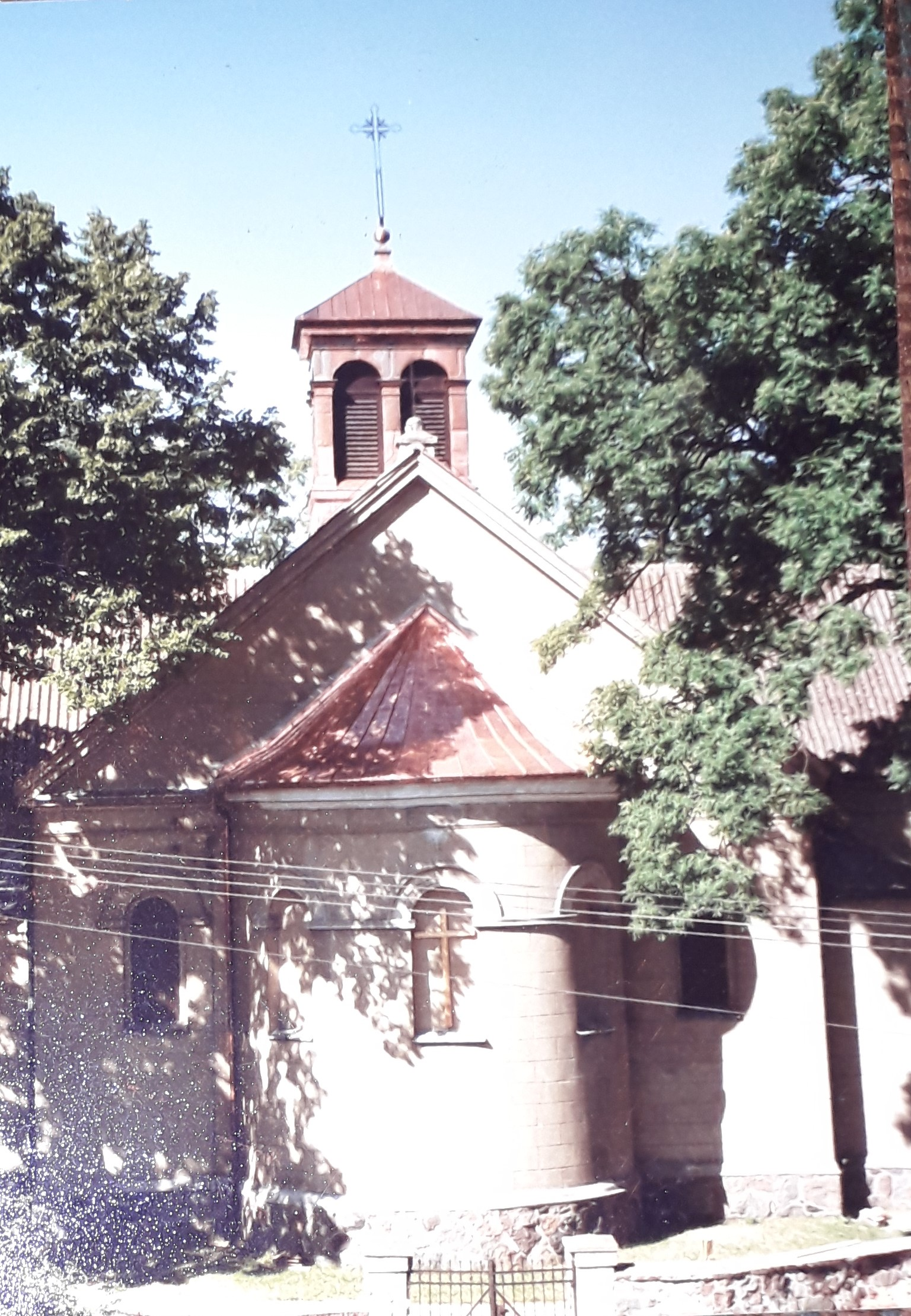
Kościół w Kędzierzynie w latach 90

W roku 1869 Jan Siwka, mieszkaniec Kaliny zwrócił się do Konsystorza Generalnego z prośbą o przeniesienie do parafii w Trzemesznie. Decyzje swą motywował trudnościami z dojazdem do Kędzierzyna oraz odległością dwa razy dłuższą niż do Trzemeszna. Terytorium parafii ponownie uległo zmianie w sierpniu 1869 i marcu 1870 roku. Wtedy to rolnicy z Wierzbiczan i Szczytnik Duchownych zwrócili się do Konsystorza Generalnego z prośbą o uwolnienie ziemi przekazanej pod budowę kolei żelaznej od płacenia opłat na rzecz parafii w Kędzierzynie.
Następne zmiany terytorialne nastąpiły w listopadzie 1956 roku. Mieszkańcy Osińca nr. 7, 9, 10 przynależący nadal do Kędzierzyna zwrócili się z prośbą do Kurii Metropolitarnej w Gnieźnie o przyłączenie tych domostw do parafii Św. Trójcy w Gnieźnie. Ostatecznie do roku 1987 obszar parafii nie uległ większym zmianom a w jego skład wchodzi: Kędzierzyn, Szczytniki Duchowne, Wierzbiczany, Wola Skorzęcka, Lubochnia, Trzuskołoń, Żelazkowo